# Ferdinand de Savoie-Gênes
Ferdinand de Savoie-Gênes (en italien : Ferdinando Umberto Filippo Adalbert di Savoia-Genova), né à Turin, le 21 avril 1884 et mort à Bordighera, le 24 juin 1963, est un membre de la Maison de Savoie, appartenant à la branche de Savoie-Gênes, et un amiral italien.

## Biographie

### Famille
Ferdinand de Savoie-Gênes, né à Turin en 1884, est le fils aîné de Thomas de Savoie-Gênes et d'Élisabeth de Bavière (1863-1924). Son père est le petit-fils de Charles-Albert de Sardaigne et du roi Jean Ier de Saxe. Sa mère est une petite-fille de Louis Ier de Bavière et arrière-petite-fille de Charles IV d'Espagne et de François Ier des Deux-Siciles.
Ses parents ont cinq autres enfants : Philibert (1895-1990), Marie Bonne (1896-1971), Adalbert (1898-1982), Marie-Adélaïde (1904-1979) et Eugène (1906-1996).

### Formation militaire
Entré en 1901 à l'académie navale, il obtient le grade d'aspirant de marine en 1904. La même année, le 22 septembre, le roi Victor-Emmanuel III lui confère ad personam le titre de prince d'Udine. Sa formation militaire a lieu à bord des croiseurs protégés Vespucci et de la Calabre, sur lesquels il navigue à partir de Venise du 4 février 1905 au 3 février 1907, pour un tour du monde.
Sur la Calabre, il visite le Venezuela, le Brésil, l'Uruguay, l'Argentine, passe le Détroit de Magellan, puis remonte le continent américain jusqu'à San Francisco, puis face à l'Océan Pacifique en touchant Hawaï, la Polynésie, l'Australie, la Nouvelle-Zélande, les Îles de la Sonde, les Philippines, le Japon et la Chine. Enfin, il navigue dans l'Océan Indien vers la Somalie et l'Érythrée, puis de retour dans la Méditerranée pour revenir à Venise.

### Carrière dans la marine
Il prend part à la guerre italo-turque en 1912, et, en tant que capitaine, il combat durant la Première Guerre mondiale et commande un destroyer. Pour avoir occupé les Îles Échinades est décoré de l'ordre militaire de Savoie et deux médailles d'argent pour la valeur militaire.
En mai 1917, Ferdinand est choisi pour diriger le conseil de guerre italien envoyé aux États-Unis d'Amérique. La commission, comprend également Guglielmo Marconi et plusieurs personnalités politiques, notamment Francesco Saverio Nitti. Ils visitent les États-Unis pour discuter de l'avenir des relations entre les nations, à la fin du conflit. En novembre 1930, il représente son cousin Victor-Emmanuel III pour le couronnement de l'empereur Haïlé Sélassié Ier d'Éthiopie. Ferdinand devient le duc de Gênes à la mort de son père, Thomas, le 15 avril 1931.
Il atteint le grade de contre-amiral en 1927 et d'Amiral en 1934, Ferdinand est le commandant de la haute Adriatique. Dans les sports, il est parmi les fondateurs de la Fédération italienne de bateau à moteur, établie à Milan en 1923, dont il est également le premier président. Il devient le 3e duc de Gênes à la mort de son père, le 15 avril 1931).

### Mariage
Le 28 février 1938, après une longue histoire d'amour avec Anna Maria, dite Ninetta, Cais di Pierlas-Mocenigo, qui dure de 1933 à 1937, il épouse, à Turin, Maria-Luigia Alliaga Gandolfi dei conti di Ricaldone (née à Fossano le 11 octobre 1899 et morte à  Turin le 19 juillet 1986)), fille de Carlo Gandolfi de Ricaldone, comte de Borghetto, Montegrosso et Pornassio et d'Emma Thérèse Louise Chevaux,. Ils n'ont pas d'enfants.

### Dernières années
Ferdinand reste toujours à l'écart de la politique et de la cour, et se consacre uniquement à sa passion pour la mer, menant une vie relativement anonyme, surtout si on la compare à celle de ses cousins de la branche de Savoie-Aoste.
Après la naissance de la République italienne en 1946, il vit brièvement au Portugal avec le roi Umberto II en exil. Par la suite, il retourne en Italie et s'installe à Bordighera, dans la Ligurie, où il vit une existence de retraite et où il meurt en 1963. Il est enterré dans la crypte royale de la basilique de Superga, sur les collines de Turin. N'ayant pas eu d'enfants, le titre de duc de Gênes, est transmis à son frère cadet Philibert.

## Honneurs
Ferdinand de Savoie-Gênes a reçu les ordres suivants :
- Chevalier de l'ordre suprême de la Très Sainte Annonciade (1904)[6] ;
- Chevalier l'ordre des Saints-Maurice-et-Lazare ;
- Chevalier de l'ordre de la Couronne d'Italie ;
- Chevalier de l'ordre militaire d'Italie ;
- Bailli Grand-croix d'honneur et de dévotion de l'ordre souverain de Malte ;
- Chevalier de l'ordre de Saint-Hubert (Bavière) ;
- Grand-croix de l'ordre du Mérite naval (Espagne) avec décoration blanche (1930) ;
- Chevalier grand-croix de l'ordre royal de Victoria.

## Ascendance
|  |                                                   |  |  |  |  |  |  |  |  |  |  |  |  |
|  | 8. Charles-Albert (roi de Sardaigne)              |  |  |  |  |  |  |  |  |  |  |  |  |
|  |                                                   |  |  |  |  |  |  |  |  |  |  |  |  |
|  |                                                   |  |  |  |  |  |  |  |  |  |  |  |  |
|  | 4. Ferdinand de Savoie                            |  |  |  |  |  |  |  |  |  |  |  |  |
|  |                                                   |  |  |  |  |  |  |  |  |  |  |  |  |
|  |                                                   |  |  |  |  |  |  |  |  |  |  |  |  |
|  | 9. Marie-Thérèse de Habsbourg-Toscane (1801-1855) |  |  |  |  |  |  |  |  |  |  |  |  |
|  |                                                   |  |  |  |  |  |  |  |  |  |  |  |  |
|  |                                                   |  |  |  |  |  |  |  |  |  |  |  |  |
|  | 2. Thomas de Savoie-Gênes                         |  |  |  |  |  |  |  |  |  |  |  |  |
|  |                                                   |  |  |  |  |  |  |  |  |  |  |  |  |
|  |                                                   |  |  |  |  |  |  |  |  |  |  |  |  |
|  | 10. Jean Ier (roi de Saxe)                        |  |  |  |  |  |  |  |  |  |  |  |  |
|  |                                                   |  |  |  |  |  |  |  |  |  |  |  |  |
|  |                                                   |  |  |  |  |  |  |  |  |  |  |  |  |
|  | 5. Élisabeth de Saxe (1830-1912)                  |  |  |  |  |  |  |  |  |  |  |  |  |
|  |                                                   |  |  |  |  |  |  |  |  |  |  |  |  |
|  |                                                   |  |  |  |  |  |  |  |  |  |  |  |  |
|  | 11. Amélie de Bavière                             |  |  |  |  |  |  |  |  |  |  |  |  |
|  |                                                   |  |  |  |  |  |  |  |  |  |  |  |  |
|  |                                                   |  |  |  |  |  |  |  |  |  |  |  |  |
|  | 1. Ferdinand de Savoie-Gênes                      |  |  |  |  |  |  |  |  |  |  |  |  |
|  |                                                   |  |  |  |  |  |  |  |  |  |  |  |  |
|  |                                                   |  |  |  |  |  |  |  |  |  |  |  |  |
|  | 12. Louis Ier (roi de Bavière)                    |  |  |  |  |  |  |  |  |  |  |  |  |
|  |                                                   |  |  |  |  |  |  |  |  |  |  |  |  |
|  |                                                   |  |  |  |  |  |  |  |  |  |  |  |  |
|  | 6. Adalbert de Bavière                            |  |  |  |  |  |  |  |  |  |  |  |  |
|  |                                                   |  |  |  |  |  |  |  |  |  |  |  |  |
|  |                                                   |  |  |  |  |  |  |  |  |  |  |  |  |
|  | 13. Thérèse de Saxe-Hildburghausen                |  |  |  |  |  |  |  |  |  |  |  |  |
|  |                                                   |  |  |  |  |  |  |  |  |  |  |  |  |
|  |                                                   |  |  |  |  |  |  |  |  |  |  |  |  |
|  | 3. Élisabeth de Bavière (1863-1924)               |  |  |  |  |  |  |  |  |  |  |  |  |
|  |                                                   |  |  |  |  |  |  |  |  |  |  |  |  |
|  |                                                   |  |  |  |  |  |  |  |  |  |  |  |  |
|  | 14. François de Paule de Bourbon (1794-1865)      |  |  |  |  |  |  |  |  |  |  |  |  |
|  |                                                   |  |  |  |  |  |  |  |  |  |  |  |  |
|  |                                                   |  |  |  |  |  |  |  |  |  |  |  |  |
|  | 7. Amélie d'Espagne                               |  |  |  |  |  |  |  |  |  |  |  |  |
|  |                                                   |  |  |  |  |  |  |  |  |  |  |  |  |
|  |                                                   |  |  |  |  |  |  |  |  |  |  |  |  |
|  | 15. Louise-Charlotte de Bourbon-Siciles           |  |  |  |  |  |  |  |  |  |  |  |  |
|  |                                                   |  |  |  |  |  |  |  |  |  |  |  |  |
|  |                                                   |  |  |  |  |  |  |  |  |  |  |  |  |